# Czupy Imre (gyárigazgató)
Czupy Imre (Völcsej, 1921 – Ács, 2007. szeptember 26. előtt (k. n.)) az ácsi cukorgyár vezérigazgatója, hosszú évtizedekig, a kilós nejlon kiszerelésű por- és kristálycukor első gyártója, Balatonudvari-Fövenyes (akkori nevén Kiliántelep) üdülőövezetének létrehozója, utcát is neveztek el róla a Balaton-parton.

## Élete
Gyermekkora a nyugat-magyarországi Völcsej faluban telt. 1933–1937 között a Szent Benedek-rendi Szent Asztrik katolikus gimnáziumban, majd a soproni Állami felső kereskedelmi iskolában tanult Sopronban, ahová gyalog járt be Völcsejből.
1941-től dolgozott a cukoriparban. A gazdasági iskolát végzett szakember a második világháborúban olasz fogságba esett, innen hazatérve az iparosítás útjára lépett ácsi cukorgyárban kapott munkalehetőséget. 1941-től répaadminisztrátor és könyvelő, 1948-tól a gyár főkönyvelője volt. Itt karrierje gyors észjárása miatt gyorsan ívelt felfelé, 1964-től 1981-es nyugdíjba vonulásáig a cukorgyár igazgatója volt. Lemondásának, saját kérésére való nyugdíjba vonulásának oka elsősorban nem a nyugdíj, hanem felesége korai halála volt.
A Komárom Megyei Autóklub igazgatójaként számos rendezvényt szervezett autósoknak.
A Megyei Sakkszövetség Ifjúsági Bizottsága elnöke volt, az Ácsi Kinizsiben gyerekeket oktatott sakkra. Komárom megyében rangos versenyeket szervezett, az ácsi általános iskola 2008 óta a mai napig minden évben rendez Czupy Imre-sakkversenyt, kisdiákok részvételével.
Versenyszervezői és a sakkéletet népszerűsítő munkájáért a Komárom-Esztergom Megyei Sakkszövetség fennállásának 50. évfordulója alkalmából a megye címerével díszített hollóházi porcelán emlékérmet kapott.
A (mai nevén) Balatonudvari-Fövenyes községben a Balaton északi partján létrehozta a „cukorgyáriak üdülőit” ahol az akkori, 1970-es évek beli cukorgyári dolgozók az egész országból vásárolhattak itt nyaralótelkeket, és kalákában felépítették a kis faházas nyaralókat, valamint az Ácsi Cukorgyár szakszervezeti nyaralóházát is. Fontosnak tartotta, hogy a munka mellett a dolgozóknak legyen lehetősége a tartalmas pihenésre is.
A cukorgyári éveket követően kisebbik fia vállalkozásának könyvelője volt, itt tanulta meg hatvanas évei derekán a számítógép és az internet professzionális használatát, könyvelő programokat sajátított el, elvégezte az adószakértői iskolát, és  adótanácsadói vizsgát tett, 70. évének betöltése után.
85 évet élt, nem sokkal a 86. születésnapja előtt hunyt el.
Idősebb fia, ifj. Czupy Imre (Szőny, 1951 - Győr, 2015) elemző közgazdászként kezdte karrierjét, hosszú ideig a győri Rába Magyar Vagon- és Gépgyárban vezető pozíciókban dolgozott, majd a Zsolnay Porcelángyár kontrolling igazgatója, illetve a Bábolnai Nemzeti Ménesbirtok gazdasági vezetője és rövid ideig ügyvezetője lett.

## Díjai, elismerései
- Az Élelmiszeripar Kiváló Dolgozója (1968)[17]
- Ifjúságért Érdemérem kitüntetés (1974)[18]
- Az Élelmiszeripar Kiváló Dolgozója (1975)[19]
- A Mezőgazdaság Kiváló Dolgozója (1975)[20]
- Tűzbiztonsági Érem arany fokozata (1980)[21]
- Munka Érdemrend ezüst fokozata (1981) nyugdíjba vonulása alkalmából[22]
- A Gyermekekért Érdemérem (1985)[23]
- ÁISH Elnöki Dicséret (1986) az Ácsi Kinizsi SE sakkszakosztály serdülőcsapatának vezetője részére[24]
- Ács település sportdíja (1999), azért a tevékenységéért, mert hosszú esztendőkön át nagy szeretettel oktatta az iskoláskorú gyerekeket, igyekezett minél több fiatallal megkedveltetni ezt a sportágat[25]